# Úbislav
Úbislav (dříve také Oubyslav) je vesnice, část obce Stachy v okrese Prachatice v Jihočeském kraji. Nachází se něco přes dva kilometry severně od Stach. Je zde evidováno 97 adres. V roce 2011 zde trvale žilo 118 obyvatel.
Úbislav je také název katastrálního území o rozloze 4,24 km².

## Historie
První písemná zmínka o vesnici pochází z roku 1543.

## Obyvatelstvo
| Rok            | 1869 | 1880 | 1890 | 1900 | 1910 | 1921 | 1930 | 1950 | 1961 | 1970 | 1980 | 1991 | 2001 | 2011 | 2021 |
| -------------- | ---- | ---- | ---- | ---- | ---- | ---- | ---- | ---- | ---- | ---- | ---- | ---- | ---- | ---- | ---- |
| Počet obyvatel | 357  | 353  | 475  | 519  | 552  | 532  | 474  | 295  | 264  | 185  | 163  | 121  | 122  | 118  | 127  |
| Počet domů     | 37   | 45   | 50   | 57   | 58   | 65   | 70   | 73   | 64   | 57   | 52   | 74   | 75   | 82   | 87   |

## Obecní správa
Při sčítání lidu v letech 1850–1879 Úbislav byl osadou obce Zdíkovec v okrese Strakonice. V letech 1880–1963 byl samostatnou obcí, se kterým patřil nejprve do okresu Strakonice, ale v roce 1950 v okrese Vimperk. Od roku 1964 je částí obce Stachy v okrese Prachatice.

## Pamětihodnosti

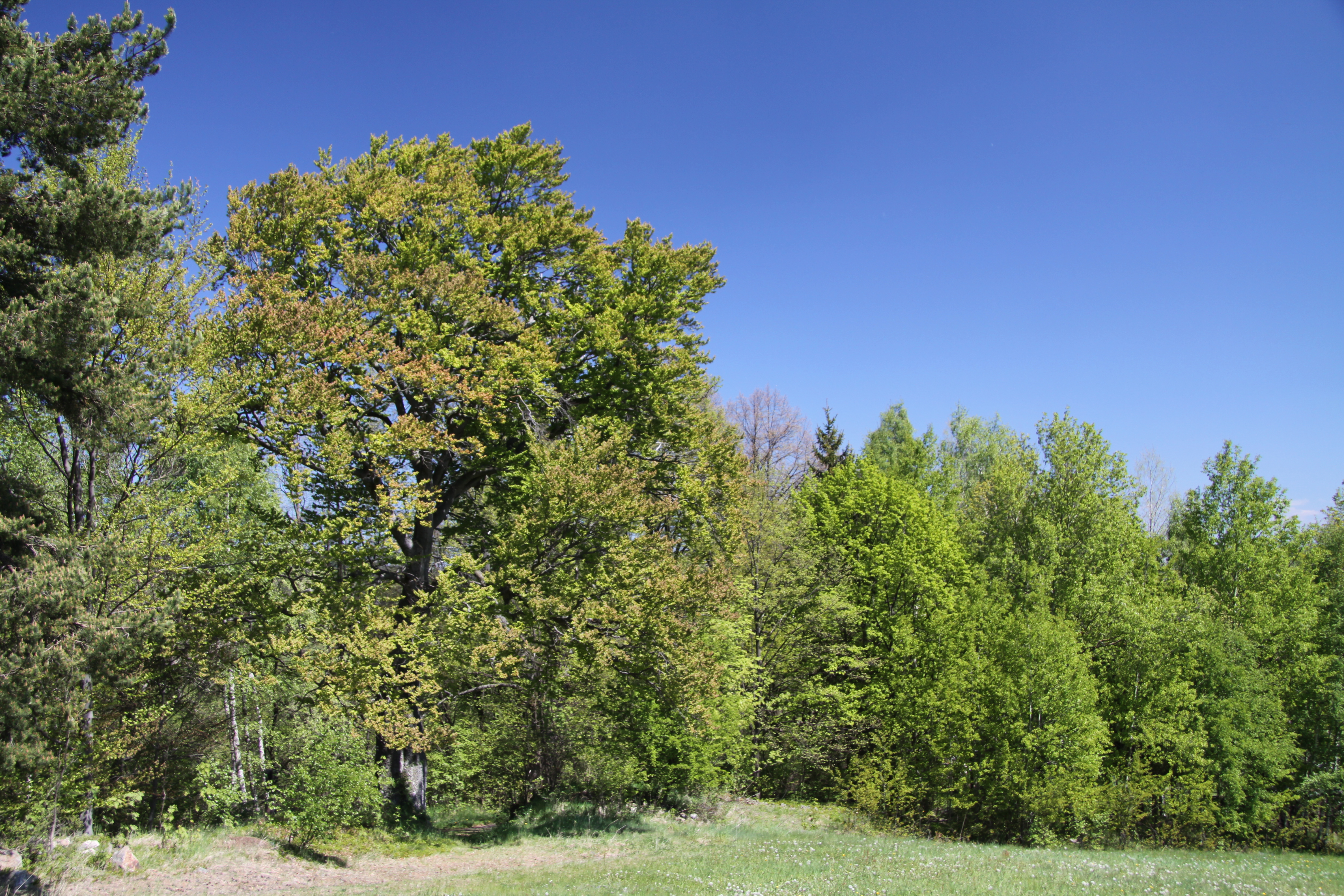
Úbislavský buk roste na západním okraji vesnice

- Kohoutí kříž z roku 1890
- Přírodní rezervace Nad Zavírkou
- Přírodní památka Úbislav
- Úbislavský buk, památný strom